# Нестеровский (хутор)
Не́стеровский — хутор в Алексеевском районе Волгоградской области России. Входит в Реченское сельское поселение.

## География
Хутор расположен в 16 км юго-западнее станицы Алексеевской (по дороге — 31 км), 1 км северо-западнее хутора Реченский, на левом берегу реки Акишевка (приток Хопра).
Дороги асфальтированные.

## История
По состоянию на 1918 год хутор входил в Акишевский юрт Хопёрского округа Области Войска Донского.

## Население
| 2010 |
| ---- |
| 143  |